# Arne Lemberg
Arne Roland Lemberg, född 8 februari 1941 i Brännkyrka församling i Stockholm, död 6 april 1979 i Uganda (folkbokförd i Sånga församling i Stockholms län), var en svensk journalist.

## Biografi
Arne Lemberg var först journalist på FIB aktuellt och blev senare chefredaktör för Lektyr. År 1974 kom han som journalist till Expressen och i slutet av mars 1979 sändes han och Karl Bergman från Svenska Dagbladet för att rapportera om striderna i Idi Amins Uganda. De anlände för uppdraget till Kenya men tog sig in i Uganda för att få bättre inblick i händelserna. De lämnade sitt hotell den 5 april och gjorde sällskap med Hans Bollinger och Wolfgang Stiens från den tyska tidningen Stern. De tog sig över Viktoriasjön, hamnade i byn Katosi där de blev undersökta av myndigheterna, varpå en militärpatrull sköt ihjäl de fyra journalisterna och begravde kropparna. I deras respektive hemländer förblev journalisternas öde okänt till slutet av april. Sedermera fördes kvarlevorna av Lemberg och Bergman till Sverige. I september ställdes två personer inför rätta som ansvariga för dödsskjutningen. Lemberg och Bergman finns representerade på glasväggen över avlidna journalister på Newseum vid Pennsylvania Avenue i Washington, D.C..
År 2009 avslöjade Expressen att Lemberg lämnat in en skriftlig promemoria om journalisten Jan Guillou till SÄPO. Där informerades om Guillous utbyteskontakter och samröre med KGB. Att Guillou under åren 1967–1972 haft utbyteskontakter med KGB har han själv efter avslöjandet bekräftat. För avslöjandet tilldelades Expressen Föreningen Grävande Journalisters pris, Guldspaden, för 2010.
Arne Lemberg var son till Einar Lemberg och Kerstin, ogift Larsson. Han var 1964–1968 gift med fotografen Ulla Lemberg (född 1946) och från 1970 till sin död med Anita Persson (född 1946).